# بوب يونغ (شاعر)
بوب يونغ (بالإنجليزية: Bob Young)‏ هو موسيقي وكاتب أغاني وشاعر بريطاني، ولد في 16 مايو 1945 في باسينجستوك في المملكة المتحدة.

## وصلات خارجية
- الموقع الرسمي
- بوب يونج على موقع ميوزك برينز (الإنجليزية)
- بوب يونج على موقع ديسكوغز (الإنجليزية)